# Lawrence Pereira
Lawrence Pereira (* 1. Januar 1876 in Kayankulam, Britisch-Indien; † 5. Januar 1938) war ein indischer Geistlicher und römisch-katholischer Bischof von Kottar.

## Leben
Lawrence Pereira empfing am 18. November 1905 das Sakrament der Priesterweihe.
Am 26. Mai 1930 ernannte ihn Papst Pius XI. zum Bischof von Kottar. Der Erzbischof von Verapoly, Ángel María Pérez y Cecilia OCD, spendete ihm am 5. Oktober desselben Jahres die Bischofsweihe; Mitkonsekratoren waren der Bischof von Quilon, Alois Benziger OCD, und der Bischof von Changanacherry, James Kalacherry.